# Hedysarum varium
Hedysarum varium är en ärtväxtart som beskrevs av Carl Ludwig von Willdenow. Hedysarum varium ingår i släktet buskväpplingar, och familjen ärtväxter. Utöver nominatformen finns också underarten H. v. syriacum.